# ゆめモール柳川
ゆめモール柳川（ゆめモールやながわ）は、福岡県柳川市にある、株式会社イズミが運営するショッピングセンター。

## 概要
2014年（平成26年）7月15日、柳川市柳川駅東部土地区画整理事業区域内にオープンした。イズミが展開するネイバーフッド型ショッピングセンター（NSC）業態の「ゆめモール」としては、ゆめモール下関（山口県下関市）に続く2例目。

## 主なテナント
- ゆめマート柳川
- AOKI
- ABCマート
- 無印良品
- 明林堂書店
- ザ・ダイソー
- かっぱ寿司
- 焼肉なべしま
- コメダ珈琲店
- ユニクロ
- ケーズデンキ
- namco